# Clatskanie (Volk)
Die Clatskanie, andere Schreibweisen Klatskanie, Tlatskanie oder Kwalhioqua-Tlastkanai waren ein Stamm nordamerikanischer Ureinwohner, die an den Ufern des Snake und des Columbia River im Norden des heutigen Bundesstaates Oregon im  Nordwesten Vereinigten Staaten beheimatet waren. Sie werden der Sprachfamilie der Athabaskan zugeordnet und entstammten ursprünglich dem Volk der Kwalhioqua, die auf der Südseite des Columbia River siedelten.
Im November 1805 wurden sie von Meriwether Lewis und William Clark während ihrer Überlandexpedition entdeckt. Zu diesem Zeitpunkt hatte der Stamm zwischen 400 und 1200 Mitglieder, die genaue Anzahl ist unbekannt. Um 1850 gab es nach Dezimierung durch Krankheiten, Kriege, Vertreibung und die Vermischung mit anderen Stämmen nur noch drei männliche und fünf weibliche Stammesangehörige. Der Stamm gilt inzwischen als ausgestorben.
Siehe auch: Liste indigener Völker Nordamerikas